# Sh2-53
Sh2-53 (également connue sous le nom de RCW 166) est une nébuleuse en émission visible dans la constellation de l'Écu de Sobieski.
Elle est située dans la partie sud-ouest de la constellation, à environ 1,5 °ENE de la célèbre nébuleuse de l'Aigle (M16). Elle s'étend pendant 15 minutes d'arc en direction d'une région de la Voie lactée pleine de champs d'étoiles et partiellement obscurcie par de denses nuages de poussière. La période la plus propice à son observation dans le ciel du soir se situe entre juin et novembre. Étant à une déclinaison de 13 °S, son observation est légèrement facilitée par l'hémisphère sud.
C'est une grande région H II située sur le bras Écu-Croix, probablement à une distance d'environ 3 800 pc (∼12 400 al), dans une région très interne de la Voie lactée. Cette distance conduit à la mettre en relation avec la grande superbulle dite Superbulle de l'Écu, avec laquelle elle pourrait effectivement être physiquement liée. Le nuage est divisé en six portions apparemment distinctes. Cinq nuages de gaz ionisé ont été identifiés dans la région qui l'entoure, dont quatre pourraient être physiquement liés à Sh2-53. Des phénomènes de formation stellaire y sont actifs compte tenu de la présence de 13 sources de rayonnement infrarouge dont quatre sont répertoriées par IRAS. Parmi celles-ci se distingue IRAS 18224-1311 qui est associée à un maser à émission de CH3OH. À celles-ci s'ajoutent six sources d'ondes radio.